# 畢學富
畢學富（1928年12月16日－2008年8月14日），山東青島人，是小號演奏家、指揮家及音樂教育家，有台灣小號教父之稱。

## 生平簡介
- 1928年，生於青島。幼時受俄籍小號演奏家馬薩克啓蒙學習小號及音樂理論。
- 1949年，隨國民政府海軍艦隊來台（高雄市左營區），任海軍樂隊首席小號；並獲選入籃球及游泳國家代表隊。
- 1956年，轉任國防部示範樂隊管絃樂團，擔任銅管組及打擊組指導教授及小號首席，並在台北展開50年餘音樂演奏教育生涯。
- 2008年，罹患小細胞型肺癌，在8月14日因多重器官衰竭病逝於新店耕莘醫院，享年80歲。

## 教育貢獻
- 1959年：成立臺北市立第一女子高級中學管樂團並任教有半世紀
- 1960年：任國立師範大學音樂系小號主修教授及管樂團指揮
- 1961年：任政治作戰學校音樂系室內樂、小號主修教授，及樂團指揮達四十餘年，同年開始指揮國立台灣大學管樂團二十年。
- 1975年：任國立藝術專科學校（今國立臺灣藝術大學）音樂系小號主修教授二十五年。

## 表演列表
- 1970年7月，以親善大使身分，率團代表中華民國前往日本參加萬國博覽會之「中國日」演出；應邀率團擔任遠東區少棒開幕式及閉幕式之演出。
- 1978年，任台北愛樂交響樂團銅管組及打擊組指導教授及首席小號。
- 1981年，應邀率團赴美於芝加哥、休士頓、洛杉磯、聖路易、鹽湖城及明尼蘇達等橫跨八州的十餘城市巡迴演出；赴新加坡演出。
- 1986年，應南非共和國之邀請參加約翰尼斯堡百年市慶之室內樂演出。
- 1992年8月，應邀率團赴北京音樂廳、南京大會堂及上海紅場演出進行文化交流。
- 1996年1月，應邀率團赴美國加州第101屆玫瑰花車遊行。
- 1997年10月，應邀率團赴日參加東京第卅屆銀座季遊行活動，破格成為史上第一位受邀帶團參與該活動之外籍人士，並於豪斯登堡有室內演出。
- 1999年7月，應邀率團至英國格林威治、愛丁堡（Edinburg Military Tattoo）及格拉斯哥等地演出。
- 2000年9月6日，於臺北新舞台，指揮北一女中管樂團慶祝成立四十屆音樂會。
- 2002年5月，應邀客席指揮雅頌合奏團於臺北新舞台演出。
- 2003年，成立北一女中校友交響管樂團（TFGAWE），並於10月在臺北新舞台首次公演。
- 2005年1月，再次應邀率團赴美國加州第116屆玫瑰花車遊行，個人並獲大會頒發終身成就大獎；2月再次應邀客席指揮雅頌合奏團於臺北新舞台演出「畢學富與俄羅斯的對話」。
- 2006年7月，應邀率團參加美國華府憲法大道獨立紀念日230周年慶祝遊行，並於紐約、費城及華盛頓有室內樂演出。
- 2007年，指導北一女中樂儀旗隊於8月3~25日在英國愛丁堡第58屆國際軍樂界（Edinburg Military Tattoo）進行24場演出。